# إن إي إس-101
إن إي إس-101 (بالإنجليزية: NES-101)‏ أو إن إي إس 2، هي نظام تشغيل الحاسوب التي أعيد إصدارها بداية سنة 1993م وأنتهت سنة 1995م، والتي طورها شركة نينتندو اليابانية بسبب الطلب المتزايد من الزبائن في أوروبا والقارة الأمريكية وأستراليا، وهي نفس صيغة نظام تشغيل نينتندو إنترتينمنت سيستم التي أطلقت في اليابان سنة 1983م ثم تلها الولايات المتحدة سنة 1985م، وكانت سعر الجهاز 50 دولار أمريكي. However, the HVC-102 controllers have much shorter cables than the NES-039 controllers.